# (51827) Laurelclark
Laurelclark. Asteroide n.º 51827 (2001 OH38 ), descubierto por Eleanor F. Helin, el 20 de julio de 2001 desde Monte Palomar (California) dentro del programa NEAT (Near-Earth Asteroid Tracking Program).-
Nombrado en honor de Laurel B. Clark (1961-2003), especialista de misión en el transbordador espacial Columbia (STS 107), desintegrado a su reentrada en la atmósfera el 1 de febrero de 2003.-